# Mosset
Mosset är en kommun i departementet Pyrénées-Orientales i regionen Occitanien i södra Frankrike. Kommunen ligger i kantonen Prades som tillhör arrondissementet Prades. År 2022 hade Mosset 313 invånare.

## Befolkningsutveckling
Antalet invånare i kommunen Mosset
| Referens: INSEE |